# Битва при Херонеї (86 до н. е.)
Битва при Херонеї (86 до н. е.) — битва в Греції під селищем Херонея в Беотії, в ході якого римський консул Сулла розгромив понтійського царя Мітрідата VI. Опис битви є в трьох стародавніх текстах, хоча і злегка відрізняється: в «Мітрідатовій війні» Аппіана (розділи 42-43), в «Стратегемах» Фронтіна (книга 2, глава 3.17) і в життєписі Сулли Плутарха (глави 17-19).